# Direction Générale de la Surveillance du Térritoire (Marokko)
Die Direction Générale de la Surveillance du Térritoire (arabisch مديرية مراقبة التراب الوطني, DMG Mudīriyyat Murāqabat at-Turāb al-Waṭanī) ist der Inlandsnachrichtendienst Marokkos. Bis 2005 hieß der Dienst Direction de la Surveillance du Territoire oder kurz DST.
Der Dienst untersteht der Direction générale de la Sûreté nationale (arabisch المديرية العامة للأمن الوطني, DMG al-Mudīriyya al-ʿĀmma li-l-Amn al-Waṭanī), die zur Polizei gehört.
Die Organisation ist wiederholt mit Foltervorwürfen konfrontiert gewesen. Dies wurde zum Teil zugegeben. Es fand eine langjährige Kooperation mit der CIA statt.